# Dargies
Dargies is een gemeente in het Franse departement Oise (regio Hauts-de-France) en telt 237 inwoners (2004). De plaats maakt deel uit van het arrondissement Beauvais.

## Geografie
De oppervlakte van Dargies bedraagt 14,5 km², de bevolkingsdichtheid is 16,3 inwoners per km².
De onderstaande kaart toont de ligging van Dargies met de belangrijkste infrastructuur en aangrenzende gemeenten.

## Demografie
Onderstaande figuur toont het verloop van het inwonertal (bron: INSEE-tellingen).